# Ropica tsushimensis
Ropica tsushimensis är en skalbaggsart som beskrevs av Hayashi 1972. Ropica tsushimensis ingår i släktet Ropica och familjen långhorningar. Inga underarter finns listade i Catalogue of Life.